# Гипподам
Гиппода́м, также Гиппода́м Миле́тский (др.-греч. Ἱππόδαμος; около 498 года до н. э. — предположительно после 408 года до н. э.) — древнегреческий архитектор-градостроитель и философ.
Родился в Милете. Стал известным благодаря применению прямоугольной планировки в градостроительстве, которая получила название «гипподамовой системы». Она была использована при восстановлении разрушенного в ходе греко-персидских войн Милета. Впоследствии Гипподам переехал в Афины, где вошёл в круг друзей и советников Перикла. При содействии своего патрона перестроил главный портовый город Аттики Пирей. По всей видимости, за свои заслуги получил афинское гражданство. Также его именем при жизни назвали одну из площадей Пирея.
В составе экспедиции афинских колонистов участвовал в создании города на юге Италии Фурии. В конце жизни Гипподама привлекли к планированию новой столицы острова Родос.
Гипподам был не только архитектором и градостроителем, но и философом. Его называют первым создателем жанра социальных утопий, предшественником Платона.

## Биография
Гипподам родился в Милете на восточном побережье Эгейского моря в Малой Азии в семье Еврифонта в 498 году до н. э. Вся жизнь Гипподама связана с градостроительством. Сначала он участвовал в восстановлении разрушенного во время греко-персидских войн Милета. Впоследствии по приглашению Перикла переехал в Афины. Существует ещё несколько версий причин переезда Гипподама в Афины — желание продолжить образование; нестабильная политическая и военная обстановка в Милете; политические убеждения градостроителя. Датировка события варьирует в широких пределах от битвы при Платеях (479 год до н. э.) до заключения Каллиева мира (449 год до н. э.). По одной из версий, которую историк В. Юдеих считает сомнительной, именно Гипподам познакомил с Периклом свою соотечественницу гетеру Аспасию.
В Аттике Гипподам спланировал застройку главного портового города Древних Афин Пирея, что стало его первым самостоятельным проектом, где он смог апробировать свои идеи. В историографии существуют две взаимоисключающие версии относительно получения Гипподамом афинского гражданства. Историк В. Н. Ярхо утверждал, что Гипподам находился в городе в качестве неполноправного жителя метэка. Историк К. Ю. Белох считал, что Гипподам за свои заслуги в градостроительстве получил гражданство. Один из авторов «Кембриджской истории древнего мира» Дж. Поллитт приводит схолий к «Всадникам» Аристофана, согласно которому Гипподам поселился в Пирее и купил там дом. Согласно афинским законам иностранцам было запрещено приобретать недвижимость в Аттике. Соответственно, покупка дома свидетельствует о полноправном гражданстве Гипподама. Данная версия подкреплена сведениями о сыне Гипподама Архептолеме, который стал видным политиком аристократической партии в Афинах.
Афинянам Гипподам запомнился также своим эксцентричным видом, который упоминает Аристотель: «он [Гипподам] был очень занят своей густой шевелюрой и драгоценными украшениями, а также одеждой простой и тёплой не только в зимнее, но и в летнее время». Такой образ знаменитого архитектора, по одной из версий, повлиял на соответствующую моду в среде афинских аристократов в 420-е годы до н. э.
Предположительно между 446 и 443 годами до н. э. Гипподам входил в состав экспедиции, которую афиняне отправили на помощь сибаритам для основания новой колонии. Создание нового города в Великой Греции было частью экспансионистской политики Перикла. Среди переселенцев в Фурии были и другие близкие к Периклу люди, такие как историк Геродот, софист Протагор и прорицатель Лампон. Участие в данном мероприятии свидетельствует о принадлежности Гипподама к кругу друзей и советников Перикла. Возможно, у афинского стратега не было лучшей кандидатуры на должность главного архитектора нового города.
Последние свидетельства о жизни Гипподама датированы 408 годом до н. э., когда жители острова Родос привлекли знаменитого архитектора к планированию своей новой столицы.

## Гипподамова система градостроительства
Гипподам впервые в Греции осуществил прямоугольную планировку в градостроительстве. Однако, как подчёркивает В. Д. Гладкий, Гипподама неправомочно называть первооткрывателем данного градостроительного принципа. Он, в частности, был использован этрусками задолго до Гипподама. Согласно античной традиции, Гипподам предложил схему, которая предусматривала наличие четырёх главных продольных и трёх, пересекающихся под прямым углом, поперечных прямых улиц. Их ширина определялась исходя из назначения. Ведущая городская магистраль была шириной около 15 м, главные улицы — 7 м, второстепенные — 3,5 м. В результате возникали одинаковые прямоугольные кварталы. Город окружали крепостные стены с башнями и воротами, некоторые из которых вели на основные улицы. Основное преимущество гипподамовой системы состоит в возможности расстраивать город в любом направлении. К нему можно прибавлять сколько угодно кварталов при сохранении основной системы улиц. Недостаток системы состоит в отсутствии связи между кварталами.
Авторы «Кембриджской истории древнего мира» подчёркивают, что в античных источниках Гипподама упоминают чаще других архитекторов. Однако утверждение, что именно он создал искусство градостроения, выглядит сомнительно. Так, к примеру, в Милете обнаружены следы прямоугольной планировки доперсидского периода. Можно предположить, что этот архитектор улучшил методологии планирования, выбора места для основания города и принцип приспособления города к окружающему ландшафту. Гипподам, в отличие от предшественников, видел в городе «упорядоченный мир», комфортное место для жизни.
Гипподам впервые стал учитывать в градостроительстве розу ветров и необходимость беспрепятственного стока атмосферных осадков. Так, к примеру, в построенном согласно гипподамовой системе Олинфе дома имели одинаковую планировочную структуру, в соответствии с которой все комнаты дверными и оконными проёмами выходили на юг. Обращает на себя внимание, что расширение дома происходило за счёт присоединения соседнего.

## Практические примеры градостроительной деятельности Гипподама
Милет
Крупный морской порт Милет расположен на изрезанном бухтами полуострове. Город был разрушен персами в 494 году до н. э. после поражения Ионийского восстания греков против персидского владычества. После освобождения город стали отстраивать в 470-х годах до н. э. при непосредственном участии Гипподама. Градостроитель спроектировал Милет следующим образом. На берегу одной из бухт были построены красивые набережные, театр, стадион, гимнасии, палестра. По берегам другой возвели торговые причалы и зернохранилище. Между двумя бухтами построили храм Аполлона Дельфийского, две агоры и булевтерий. Центральную часть отвели под общественно-хозяйственные постройки.
Некоторые учёные считают, что во время отстройки Милета Гипподам был слишком мал и мог лишь наблюдать за строительными работами. В любом случае во время Гипподама была спроектирована и застроена лишь центральная часть города. Северные кварталы стали межевать лишь в эллинистический период.
Пирей
Гораздо сложнее было застроить Пирей, находящийся на возвышенном морском берегу. Гипподаму пришлось разделить город на четыре зоны: жилую, торговую, административную и военную, в каждой применив регулярную планировку. Находившиеся в Пирее арсеналы, верфи и доки были отстроены заново, а их число увеличено. В благодарность одна из площадей города была названа в честь Гипподама.
Фурии
По проекту Гипподама переселенцы окружили Фурии стенами и разделили город четырьмя продольными и тремя поперечными улицами. Диодор Сицилийский писал, что после того, «как образованные этими улицами кварталы застроились жильём, город приобрёл красивый вид».
Родос
Страбон писал: «Современный город [Родос] построен в эпоху Пелопоннесской войны тем же самым архитектором, который, как говорят, строил и Пирей. Однако Пирей уже не существует, так как его повредили сначала лакедемоняне, уничтожившие его длинные стены, а затем римский военачальник Сулла». Изначально жители трёх городов на острове Родос Камир, Иалис и Линд решили основать единый город-столицу. К разработке генеральной схемы привлекли Гипподама. В 408 году до н. э. возраст Гипподама составлял около 90 лет. Возможно, планирование города было произведено по гипподамовой системе одним из его последователей, что впоследствии приписали Гипподаму. Также не исключена возможность того, что архитектор сохранил здравый рассудок и способность к работе и в престарелом возрасте.
Новый город располагался на полуострове с тремя гаванями. Близ основной, центральной гавани, построили агору. От центральной площади город разрастался на запад и юго-восток до плато на западной стороне полуострова. Стадион, театр и гимнасий расположились на восточном склоне холма. На гребне горы над городом величественно возвышались храмы. Крепостная стена имела контур привязанный к ландшафту местности, а не прямоугольной сетке улиц.

## Философское учение
Гипподам был не только архитектором и градостроителем, но и философом. Его называют первым создателем жанра социальных утопий. В своих работах Гипподам сформулировал свой проект идеального города-государства, население которого должно делиться на три части. Одна его часть — военные — занята защитой, две другие — ремесленники и землепашцы — работой. Лишь военные имели бы право носить оружие. Оптимальным количеством жителей в городе Гипподам считал десять тысяч человек. Система трёхчастного деления распространялась и на пахотную землю с выделением общественных, храмовых и частных наделов. Идеальное государство Гипподама не предусматривало рабов.
Гипподам считал необходимым введение системы премий тем, кто «придумывает что-либо полезное для государства», то есть за изобретения и научные открытия. Также, согласно Аристотелю, Гипподам считал, что дети павших воинов должны воспитываться за государственный счёт. Эта идея Гипподама была воплощена в жизнь Периклом в начале Пелопоннесской войны в 431 году до н. э.
Своим проектом идеального полиса Гипподам положил начало череде утопических сочинений античных философов. Аристотель назвал его «первым из не занимавшихся государственной деятельностью людей [кто] попробовал изложить кое-что о наилучшем государственном устройстве». Профессор В. А. Гуторов считал Гипподама предшественником утопий Платона.
О возможных симпатиях Гипподама к спартанскому образу жизни писал Стобей. Согласно данному византийскому писателю Гипподам считал необходимым ввести совместные трапезы, сделать сельское хозяйство основным источником государственных доходов. Проект судебной реформы, когда избранные старцы разбирали бы тяжбы, схож со спартанской герусией. Историк К. Ю. Белох подчёркивал, что в противоположность спартанскому строю в «идеальном государстве» Гипподама земледельцы и ремесленники обладали такими же правами, как и воины. В этом он видел промежуточное государственное устройство между спартанским образом жизни и афинской демократией.
В научной литературе существуют различные оценки относительно влияния пифагореизма на философскую систему Гипподама. В ней отчётливо прослеживается приверженность к трёхчастным композициям — три сословия граждан, три части государственных земель, три вида законов, относительно которых возникают судебные тяжбы (по поводу оскорблений, нанесения ущерба и по поводу убийства). Однако имя Гипподама никак не было связано с пифагорейской философией. Философ не фигурирует в списке 218 пифагорейцев, который составил Ямвлих.
Исихий Александрийский называет Гипподама метеорологом. Также Гипподаму приписывали авторство нескольких философских, ныне утраченных, трактатов: «О политике», «О благосостоянии» и др.

## Критика
Нововведения Гипподама вызывали противодействие со стороны частных собственников. Идеи равенства Гипподама, которые были воплощены при планировке городских кварталов, вызывали сопротивление аристократии.
Возможно, Аристотель имел в виду Гипподама, когда критиковал софистов, берущихся обучать других государственному устройству. Философ подчёркивал отсутствие у них какого-либо практического опыта. Также он считал, что гипотетическое государственное устройство Гипподама нежизнеспособно, так как власть в нём вскоре перейдёт к сословию воинов. Ремесленники, которым нельзя владеть ни землёй, ни оружием, закономерно окажутся на положении рабов. Аристотель раскритиковал предложение Гипподама награждать тех, кто открыл для государства что-либо полезное. Оно, хоть и выглядит красиво, по мнению Аристотеля, приведёт к частым перетасовкам в системе государственного управления. Философ считал, что незыблемость законов является порукой их силы. Одновременно Аристотель подчёркивал градостроительный талант Гипподама. По его мнению, в небольших городах лагерного типа «гипподамова сетка» является оптимальным типом планирования. Однако она невозможна для античных «мегаполисов», таких как Коринф и Афины. Во-первых, это обусловлено изменчивостью рельефов местности, на которых расположены города. Во-вторых, «гипподамова сетка» плоха в плане обороны. «Для безопасности же в военном отношении — наоборот, как было в старое время: эта распланировка была такой, что при ней чужие войска с трудом могли найти выход, а врывающимся в город трудно было в нём ориентироваться».
Одним из критиков Гипподама был комедиограф Аристофан. Он высмеял архитектора в комедии «Птицы». Прототип Гипподама геометр Метон, персонаж пьесы, пытается с помощью циркуля и линейки спроектировать небесный город, «квадратом сделав круг», но изгоняется за бахвальство:
МЕТОН: Я землемер. Хочу отмерить каждому
Полоску воздуха.
...
Затем прямую, тоже по линеечке,
Я проведу, чтоб круг квадратом сделался.
Здесь, в центре, будет рынок. К рынку улицы
Пойдут прямые. Так лучи расходятся,
Сверкая, от звезды. Звезда округлая,
Лучи прямые.
...
ПИСФЕТЕР Ступай-ка ты отсюда по-хорошему.
...
Единодушное здесь принято решенье — бить мошенников.

### Античные источники
- Аристотель. Сочинения в четырёх томах / Институт философии АН СССР. — М.: Мысль, 1983. — Т. 4. — (Философское наследие).
- Аристофан. Всадники // Комедии: В 2-х т. / Коммент. В. Ярхо. — М.: Античная драматургия. Греция, 1983. — Т. 1. — 440 с.
- Аристофан. Комедии. В 2-х томах / Комментарии В. Н. Ярхо. — М.: Искусство, 1983. — Т. 2. — 520 с. — (Античная драматургия. Греция).
- Диодор Сицилийский. Историческая библиотека / Перевод, статья, комментарии и указатель О. П. Цыбенко. — М.: Лабиринт, 2000. — (Античное наследие).
- Страбон. География в 17 книгах / Перевод, статья и комментарии Г. А. Стратановского под общей редакцией проф. С. Л. Утченко. — М.: Ладомир, 1994.
- 39. Фалей и Гипподам // Фрагменты ранних греческих философов. Часть I. От эпических космогоний до возникновения атомистики / издание подготовил А. В. Лебедев. — М.: Наука, 1989. — С. 425—426. — 50 000 экз. — ISBN 5-02-008030-6.

### Современные исследования
- Белох К. Ю. Греческая история: в 2 т. / пер. с нем. М. О. Гершензона; под ред. и со вступ. ст. Ю. И. Семёнова. — М.: Государственная публичная историческая библиотека России, 2009. — Т. 2: Кончая Аристотелем и завоеванием Азии. — ISBN 978-5-85209-215-1.
- Бергер А. К. Политическая мысль древнегреческой демократии / Ответственные редакторы А. И. Павловская, С. И. Утченко. — М.: Наука, 1966. — 360 с.
- Бузескул В. П. История афинской демократии / Вступ. ст. Э. Д. Фролова; науч. редакция текста Э. Д. Фролова, Μ. М. Холода. — СПб.: ИЦ «Гуманитарная Академия», 2003. — 480 с. — («Studia Classica»). — ISBN 5-93762-021-6.
- Владимирская О. Ю. Колония Фурии: панэллинство или инструмент афинской экспансии? // Научный диалог: вопросы философии, социологии, истории, политологии. Сборник научных трудов по материалам IV международной научной конференции. — Самара: Центр Научных Конференций Международной Научно-Исследовательской Федерации «Общественная наука», 2017. — С. 33—35. — doi:10.18411/spc-01-02-2017-06.
- Гладкий В. Д. Древний мир. Энциклопедический словарь в 2-х томах. — Центрполиграф, 1998. — ISBN 5-218-00700-5, 5-218-00724-2.
- Гутан О. А. «Беглянки» Кратина // Язык и стиль античных писателей / ответственный редактор доц. А. И. Доватур. — Л.: Издательство Ленинградского университета, 1966. — С. 72—81.
- Гуторов В. А. Античная социальная утопия: Вопросы истории и теории. — Л.: Издательство Ленинградского университета, 1989. — 288 с. — ISBN 5-288-00135-9.
- Забалуева Т. Р. Основы архитектурно-конструктивного проектирования. — М.: Московский государственный строительный университет, 2015. — 196 с. — ISBN 978-5-7264-0934-4.
- Кембриджская история древнего мира / Под редакцией Д.-М. Льюиса, Дж. Бордмэна, Дж.-К. Дэвиса, М. Оствальда. — М.: Ладомир, 2014. — Т. V. Пятый век до нашей эры. — ISBN 978-5-86218-519-5.
- Лурье С. Я. История Греции / Составитель, автор вступительной статьи Э. Д. Фролов. — СПб.: Издательство С.-Петербургского ун-та, 1993. — 658 с. — 800 экз. — ISBN 5-288-00645-8.
- Михайлов Б. П. Витрувий и Эллада. Основы античной теории архитектуры. — М.: Издательство литературы по строительству, 1967.
- Поляков Е. Н., Майорова Е. В., Шаболина М. А. Творческое наследие Гипподама Милетского // Вестник Томского государственного архитектурно-строительного университета. — 2008. — Вып. 20, № 3. — С. 5—19. — ISSN 2310-0044.
- Поляков Е. Н., Крюкова Ю. Е. Концепция «идеального» города в трудах Аристотеля (384—322 гг. до н. э.) // Вестник Томского государственного архитектурно-строительного университета. — 2015. — Вып. 51, № 4. — С. 9—21. — ISSN 2310-0044.
- Соколова А. П. Гипподам и его последователи // Известия Ростовского государственного строительного университета. — Ростовский государственный строительный университет, 2011. — № 15. — С. 30—35. — ISSN 2223-2575.
- Строгецкий В. М. Афины и Спарта. Борьба за гегемонию в Греции в V в. до н. э. (478-431 гг.) / Отв. ред. Μ. М. Холод. — СПб.: Изд-во С.-Петерб. ун-та, 2008. — 291 с. — (Res Militaris). — ISBN 978-5-288-04619-3.
- Основы архитектуры и строительных конструкций: учебник для академического бакалавриата / под общей редакцией А. К. Соловьёва. — М.: Юрайт, 2015. — 490 с. — ISBN 978-5-534-05790-4.
- Суриков И. Е. Перикл: человек, давший имя эпохе // Античная Греция : политики в контексте эпохи: время расцвета демократии. — М.: Наука, 2008. — 383 с. — ISBN 978-5-02-036984-9.
- Fabricius E.[нем.]. Hippodamos 3 // Paulys Realencyclopädie der classischen Altertumswissenschaft :  [нем.] / Georg Wissowa. — Stuttgart : J. B. Metzler’sche Verlagsbuchhandlung[англ.], 1913. — Bd. VIII, Zweite Hälfte (VIII, 2). — Kol. 1731—1734.
- Hogan J. C. Hippodamus on the Best Form of Government and Law (англ.) // The Western Political Quarterly. — University of Utah, 1959. — Vol. 12, no. 3. — P. 763—783. — doi:10.2307/443872. — JSTOR 443872.
- Judeich W.[нем.]. Aspasia 1 // Paulys Realencyclopädie der classischen Altertumswissenschaft :  [нем.] / Georg Wissowa. — Stuttgart : J. B. Metzler’sche Verlagsbuchhandlung, 1896. — Bd. II, 2. — Kol. 1716—1721.
- Kirchner J. Archeptolemos 2 // Paulys Realencyclopädie der classischen Altertumswissenschaft :  [нем.] / Georg Wissowa. — Stuttgart : J. B. Metzler’sche Verlagsbuchhandlung, 1895. — Bd. II, Erste Hälfte (II, 1). — Kol. 457.
- Wycherley R. E. Hippodamus and Rhodes (англ.) // Historia: Zeitschrift für Alte Geschichte. — Franz Steiner Verlag, 1964. — Vol. 13, no. 2. — P. 135—139. — JSTOR 4434827.